# Конституція Словаччини
Конституція Словаччини (словац. Ústava Slovenskej Republiky) — основний закон Словацької Республіки (СР), прийнятий 1 вересня 1992 Парламентом країни. Підписана 3 вересня 1992 Президентом Словаччини в Залі Лицарів Братиславського Граду. Набрала чинності 11 жовтня 1992 (деякі положення — 1 січня 1993 року).
В Конституції СР задекларовано: «Словацька республіка є суверенною, демократичною та правовою державою. Вона є незалежною від будь-якої ідеології та віросповідання»

## Структура Конституції
Текст конституції складається з преамбули та 9 розділів, поділених на 156 статей, які в свою чергу згруповані в окремі розділи. Цілий розділ присвячений екологічним правам людини та їх гарантіями, крім того декларується, що економіка країни є соціально та екологічно орієнтованою.